# 岩倉郵便局 (和歌山県)
岩倉郵便局（いわくらゆうびんきょく）は、和歌山県有田郡有田川町にある郵便局。民営化前の分類では集配特定郵便局であった。

## 概要
住所：〒643-0399 和歌山県有田郡有田川町粟生201-1

## 沿革
- 2007年（平成19年）2月13日 - ゆうゆう窓口（郵便時間外窓口）廃止と配達センター局へ移行を実施。
- 2007年（平成19年）10月1日 - 民営化に伴い、併設された郵便事業湯浅支店岩倉集配センターに一部業務を移管。
- 2012年（平成24年）10月1日 - 日本郵便株式会社発足に伴い、郵便事業湯浅支店岩倉集配センターを岩倉郵便局に統合。

## 取扱内容
- 郵便、印紙、ゆうパック、内容証明
- 貯金、為替、振替、振込、国際送金、国債
- 生命保険、バイク自賠責保険
- ゆうちょ銀行ATM
- 有田川町一部域の集配業務

## 風景印
- 図案は重文・薬師如来像、重文・吉祥寺薬師堂
- 局名表記は「和歌山　岩倉」
- 使用開始日は1987年（昭和62年）9月24日

## 周辺
- 有田川町役場清水行政局粟生連絡所
- 有田川
- ナカシマ電化ストアー
- 吉祥寺
- 湯浅警察署栗生駐在所

## アクセス
- 国道480号線沿い
- 駐車場あり（2台）